# Ladies of the Canyon
| 전문가 평가                   | 전문가 평가 |
| 평가 점수                     | 평가 점수   |
| 출처                          | 점수        |
| ----------------------------- | ----------- |
| AllMusic                      | [ 3 ]       |
| Christgau's Record Guide      | A–          |
| Encyclopedia of Popular Music | [ 5 ]       |
| MusicHound Rock               | 4/5         |
| Music Story                   | [ 7 ]       |
| Pitchfork                     | 7.8/10      |
| Rolling Stone                 | (not rated) |
| The Rolling Stone Album Guide | [ 10 ]      |

《Ladies of the Canyon》은 1970년 4월, 리프리즈 레코드에서 발매된 캐나다의 싱어송라이터 조니 미첼의 세 번째 스튜디오 음반이다. 빌보드 200에서 27위로 정점을 찍었고, 미국 음반 산업 협회로부터 플래티넘 인증을 받았다. 이 제목은 1960년대 로스앤젤레스 대중 음악 문화의 중심지였던 로렐 캐니언을 가리킨다. 이 음반에는 〈Big Yellow Taxi〉, 〈Woodstock〉, 〈The Circle Game〉과 같은 미첼의 가장 유명한 곡들이 수록되어 있다.

## 배경
이 음반은 미첼의 예술적 비전과 다양한 노래 주제(유명인의 미적 무게에서 우드스톡 세대의 관찰, 사랑의 복잡성 등)를 확장한 것으로 유명하다. 《Ladies of the Canyon》은 종종 미첼의 엽기적인 초기 작품과 뒤이어 나올 보다 정교하고 가슴 아픈 음반 사이의 전환으로 여겨진다. 특히, 〈For Free〉는 《For the Roses》와 《Court and Spark》에서 상세히 설명될 성공에 의해 촉발된 서정적인 고립의 전조이다. 〈Ladies of the Canyon〉에서는 이후 음반의 희박한 얼터너티브 튜닝 사운드가 전면에 등장한다.
미첼의 모든 작품 중 이 음반은 크로스비, 스틸스, 내시 & 영과의 오랜 우정과 인연과 가장 관련이 있다(〈Woodstock〉의 록 편곡은 1970년 4개의 라디오 히트곡 중 하나였다). 앞서 언급한 〈Ladies of the Canyon〉과 〈Woodstock〉을 포함한 음반의 많은 곡들은 데이비드 크로스비의 작품들을 연상시키는 촘촘하고 말없는 하모니 오버더빙을 특징으로 하며 크로스비는 수년간 〈For Free〉를 공연해왔다. 이 아티스트의 초기 시그니처 곡 중 하나인 〈The Circle Game〉은 네 곡 모두의 배경 보컬을 특징으로 하며 닐 영의 〈Sugar Mountain〉에 대한 반응이다.

## 반응
1970년에 《빌리지 보이스》를 리뷰하면서, 로버트 크리스트가우는 《Ladies of the Canyon》이 그녀의 이전 작품보다 뛰어나고, 서정적으로 더 풍부하고, 음악적으로 더 매력적이라는 것을 발견했다. 그는 음반의 후반부는 "거의 완벽하고 편곡은 전체적으로 지능적"이라고 말했지만, 미첼의 목소리는 약하고 그녀의 말장난은 일관성이 없다고 말했다.

## 곡 목록
모든 곡들은 조니 미첼에 의해 작사/작곡하였다.
| #  | 제목                     | 재생 시간 |
| -- | ------------------------ | --------- |
| 1. | 〈Morning Morgantown〉   | 3:13      |
| 2. | 〈For Free〉             | 4:31      |
| 3. | 〈Conversation〉         | 4:27      |
| 4. | 〈Ladies of the Canyon〉 | 3:32      |
| 5. | 〈Willy〉                | 3:00      |
| 6. | 〈The Arrangement〉      | 3:34      |

| #   | 제목                  | 재생 시간 |
| --- | --------------------- | --------- |
| 7.  | 〈Rainy Night House〉 | 3:24      |
| 8.  | 〈The Priest〉        | 3:41      |
| 9.  | 〈Blue Boy〉          | 2:54      |
| 10. | 〈Big Yellow Taxi〉   | 2:14      |
| 11. | 〈Woodstock〉         | 5:29      |
| 12. | 〈The Circle Game〉   | 4:51      |